# Siri Halle
Siri Halle (ur. 27 lipca 1971) – norweska biegaczka narciarska, trzykrotna medalistka mistrzostw świata juniorów.
W 1991 roku wystąpiła na mistrzostwach świata juniorów w Reit im Winkl, gdzie zdobyła złote medale w biegu na 5 km i w sztafecie, a w biegu na 15 km zajęła trzecie miejsce. W Pucharze Świata zadebiutowała 7 grudnia 1991 roku w Silver Star, zajmując 56. miejsce w biegu na 5 km stylem klasycznym. Pierwsze pucharowe punkty zdobyła jednak 4 lutego 2006 roku w Davos, gdzie była czternasta w sprincie techniką dowolną. Był to jednocześnie jej najlepszy wynik w zawodach PŚ. W klasyfikacji generalnej sezonu 2005/2006 zajęła 71. miejsce. Nigdy nie wzięła udział w igrzyskach olimpijskich ani mistrzostwach świata.

## Osiągnięcia

### Mistrzostwa świata juniorów
| Miejsce | Dzień    | Rok  | Miejscowość   | Konkurs                | Wynik   | Strata | Zwyciężczyni |
| ------- | -------- | ---- | ------------- | ---------------------- | ------- | ------ | ------------ |
| 1.      | 6 marca  | 1991 | Reit im Winkl | 5 km stylem klasycznym | 15:08,2 | -      | -            |
| 3.      | 8 marca  | 1991 | Reit im Winkl | 15 km stylem dowolnym  | 45:01,7 | +46,7  | Gabriele Heß |
| 1.      | 10 marca | 1991 | Reit im Winkl | Sztafeta 4 × 5 km      | 57:59,7 | -      | -            |

### Puchar Świata

#### Miejsca w klasyfikacji generalnej
- sezon 2005/2006: 71.

#### Miejsca na podium
Halle nigdy nie stała na podium zawodów PŚ.